# Immigration indochinoise en France durant la Première Guerre mondiale
 (décembre 2016).
Si vous disposez d'ouvrages ou d'articles de référence ou si vous connaissez des sites web de qualité traitant du thème abordé ici, merci de compléter l'article en donnant les références utiles à sa vérifiabilité et en les liant à la section « Notes et références ».

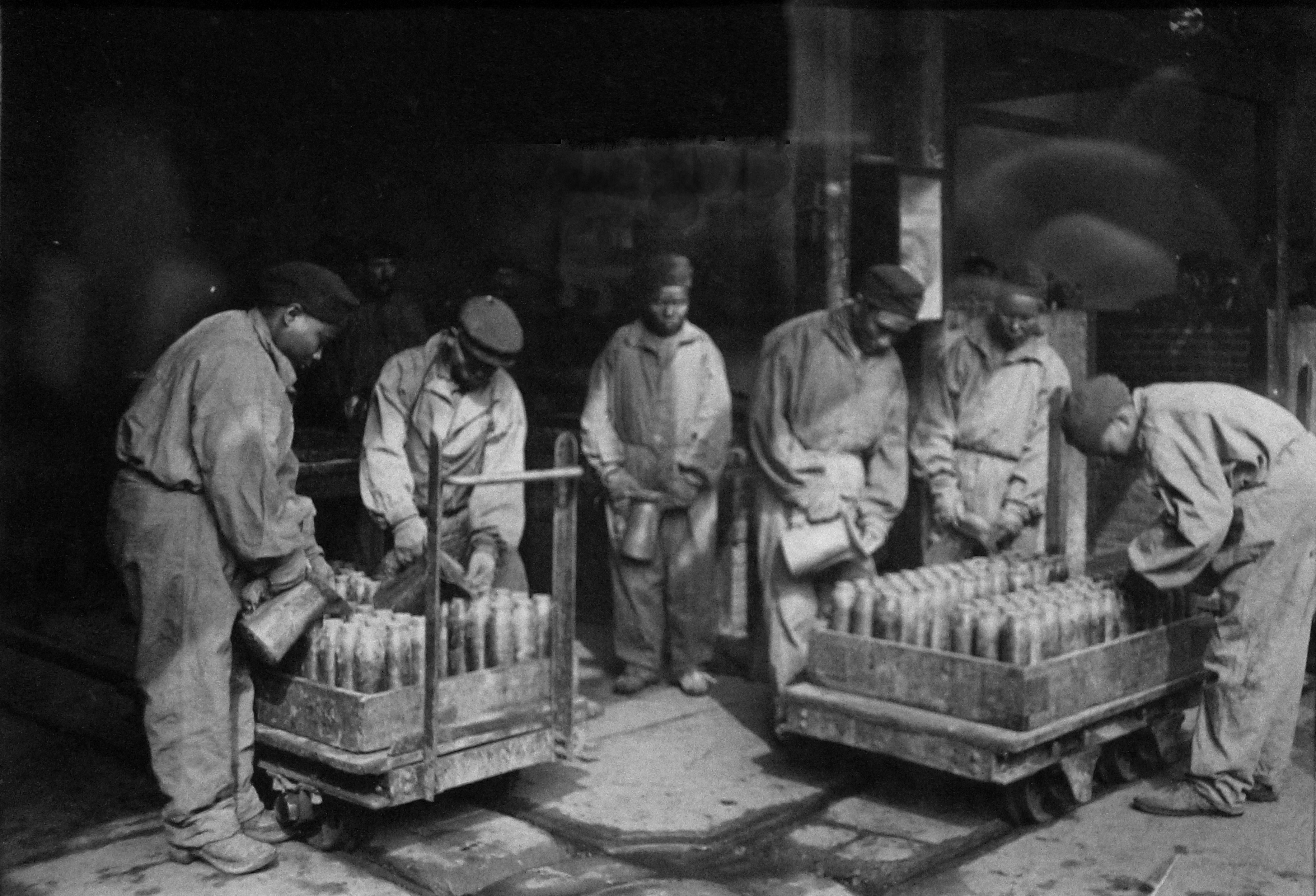
Travailleurs indochinois à l'Arsenal de Tarbes.

L’immigration indochinoise en France durant la Première Guerre mondiale s'inscrit dans un processus de mobilisation de travailleurs coloniaux, étrangers ou chinois pour remplacer la main-d'œuvre française métropolitaine partie combattre au front. Plus de 49 000 Indochinois travailleront en France au cours de la Grande Guerre. À la fin de celle-ci, on dénombrera environ 1 797 travailleurs indochinois décédés durant leur contrat de travail.

## Mise en contexte
Au cours des dix premiers mois de la Première Guerre mondiale, près de 6 millions de Français sont mobilisés au combat. La France éprouve alors une pénurie de main-d’œuvre sévère pour satisfaire la demande croissante en armes et en munitions. Le sous-secrétaire d'État à l'Artillerie et des munitions propose donc d'engager des femmes, des immigrants européens ainsi que des hommes provenant des colonies françaises. Dans les mois suivants, le Service de l'organisation des travailleurs coloniaux (SOTC) recrute de la main-d'œuvre en provenance des colonies d'Afrique du Nord, du Madagascar, d'Indochine et de la Chine. En Indochine, près de 49 000 hommes se portent volontaires pour servir en France en tant que travailleurs.

## La mobilisation

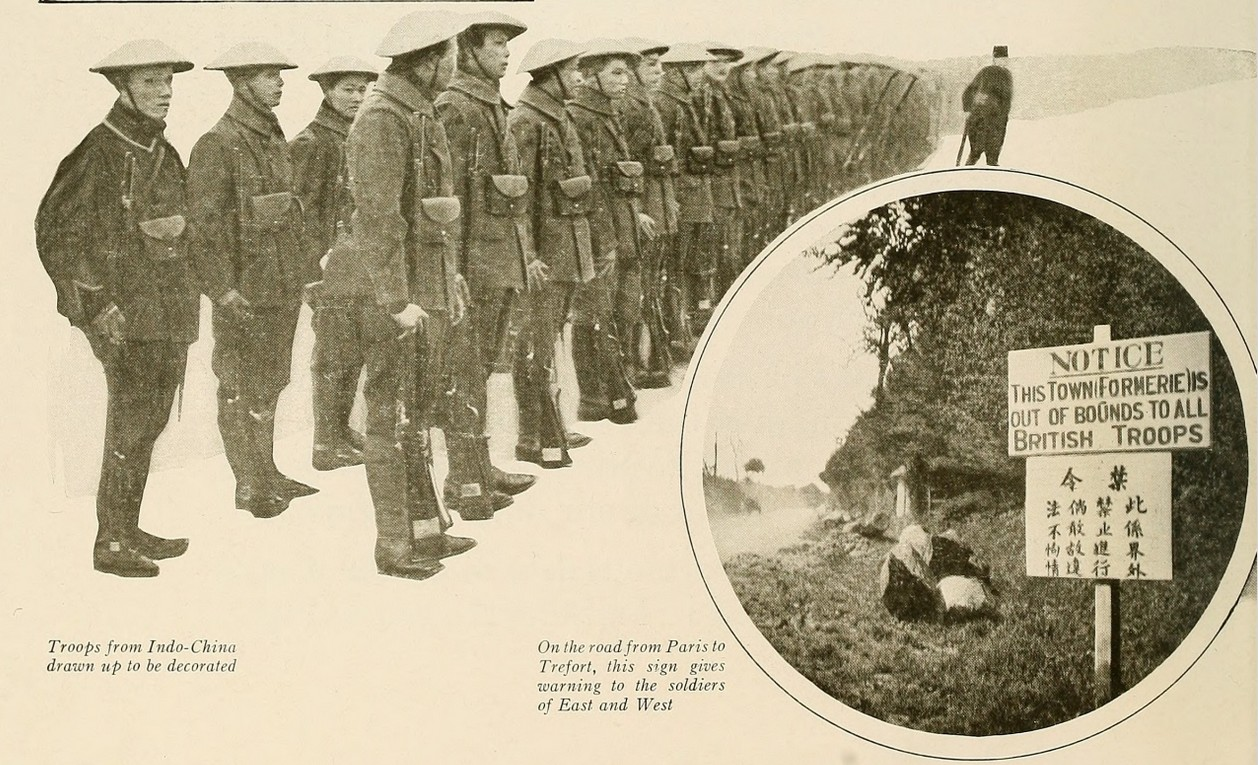
Troupes indochinoises en France en 1919

Après le déclenchement de la guerre, un premier groupe de volontaires de l'Indochine est envoyé en France à des fins d'expérimentation. En vertu de leurs contrats, chaque volontaire indochinois reçoit une prime, de la nourriture, un logement, des vêtements et un billet de retour garanti vers son pays d'origine une fois le contrat de travail expiré,.
Dans un premier temps, la durée du contrat était seulement d'un an et il fallait être âgé d'au moins vingt ans pour éligibles au processus d'embauche. En décembre 1915, lorsque le gouvernement français réalise que la guerre allait perdurer plus longtemps qu'il l'envisageait, la durée du contrat de travail est changé pour « jusqu'à la fin de la guerre plus six mois » et l'âge d'admissibilité est réduite à dix-sept ans. Au cours du même mois, le ministère des Colonies et le ministère de la Guerre signent conjointement un décret lançant officiellement la campagne de recrutement des travailleurs coloniaux indochinois.

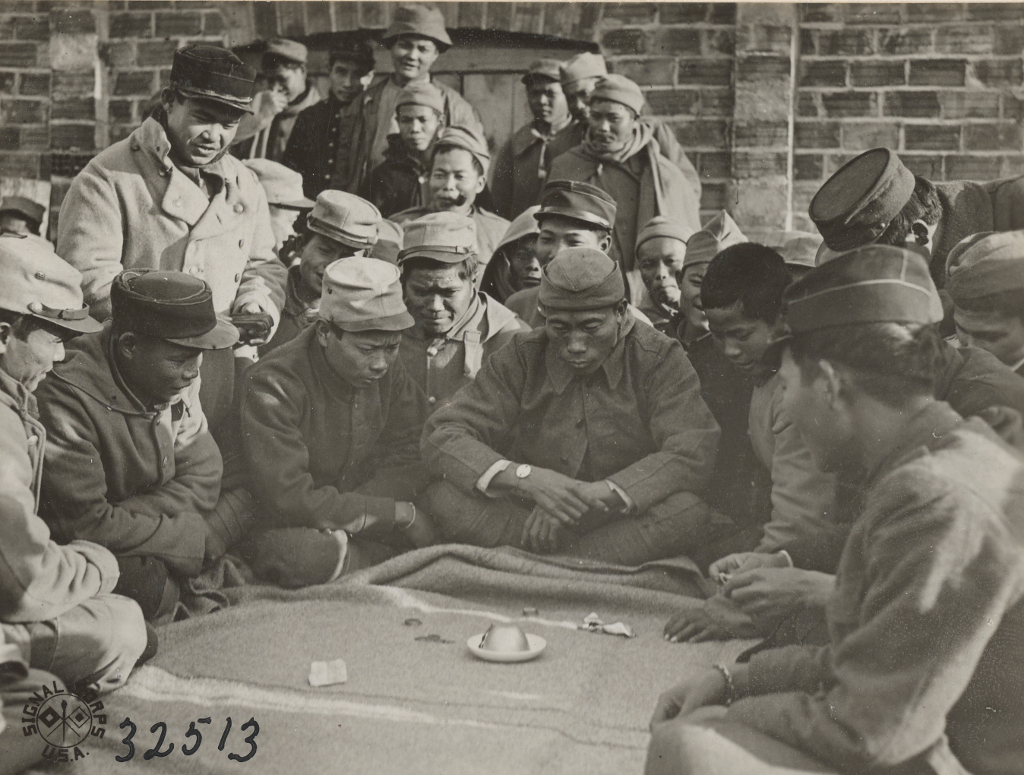

Le gouverneur général de l'Indochine voit en cette mobilisation coloniale l'occasion de réduire le nombre de travailleurs excédentaires et d'obtenir une formation professionnelle pour les travailleurs non qualifiés. Il espère également que lorsque les volontaires reviendront en Indochine, ils faciliteront la modernisation et de l'industrialisation de la colonie,.
Les administrateurs locaux ont la tâche de trouver des volontaires. Certains d'entre eux saisissent l'occasion de se débarrasser des « éléments indésirables » de leurs villages (paysans nomades et sans-abris, les criminels et les vagabonds) en les forçant illégalement à s'enrôler. Cette pratique provoque une violente résistance des villageois indochinois et aboutie à la rétrogradation ou au renvoie de certains fonctionnaires coloniaux incriminés.
Les hommes qui acceptent d'aller en France sont voués à travailler dans les usines, les complexes militaires industriels, les usines chimiques, les hôpitaux, les camps militaires, des bureaux privés et des magasins. Ils sont également engagés pour travailler dans le secteur agricole et sur les projets de construction.

## Hommages
Plusieurs monuments rendent hommage aux travailleurs indochinois qui ont participé à l'effort de guerre, comme au cimetière des Pins Francs à Bordeaux ou à la dynamiterie de Paulilles.

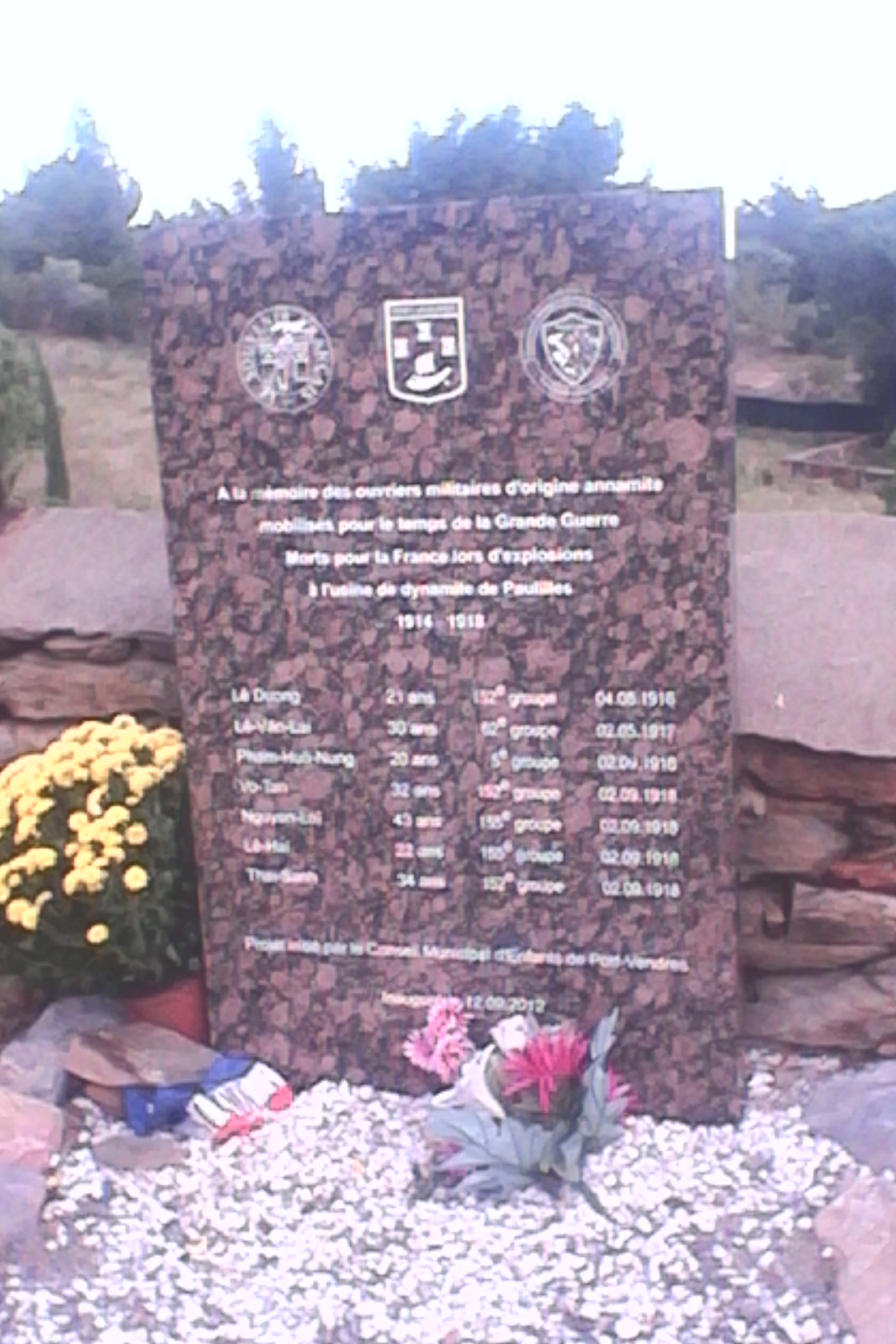
Plaque commémorative en hommage aux 7 ouvriers annamites, âgés de 20 à 43 ans, morts à la dynamiterie de Paulilles.
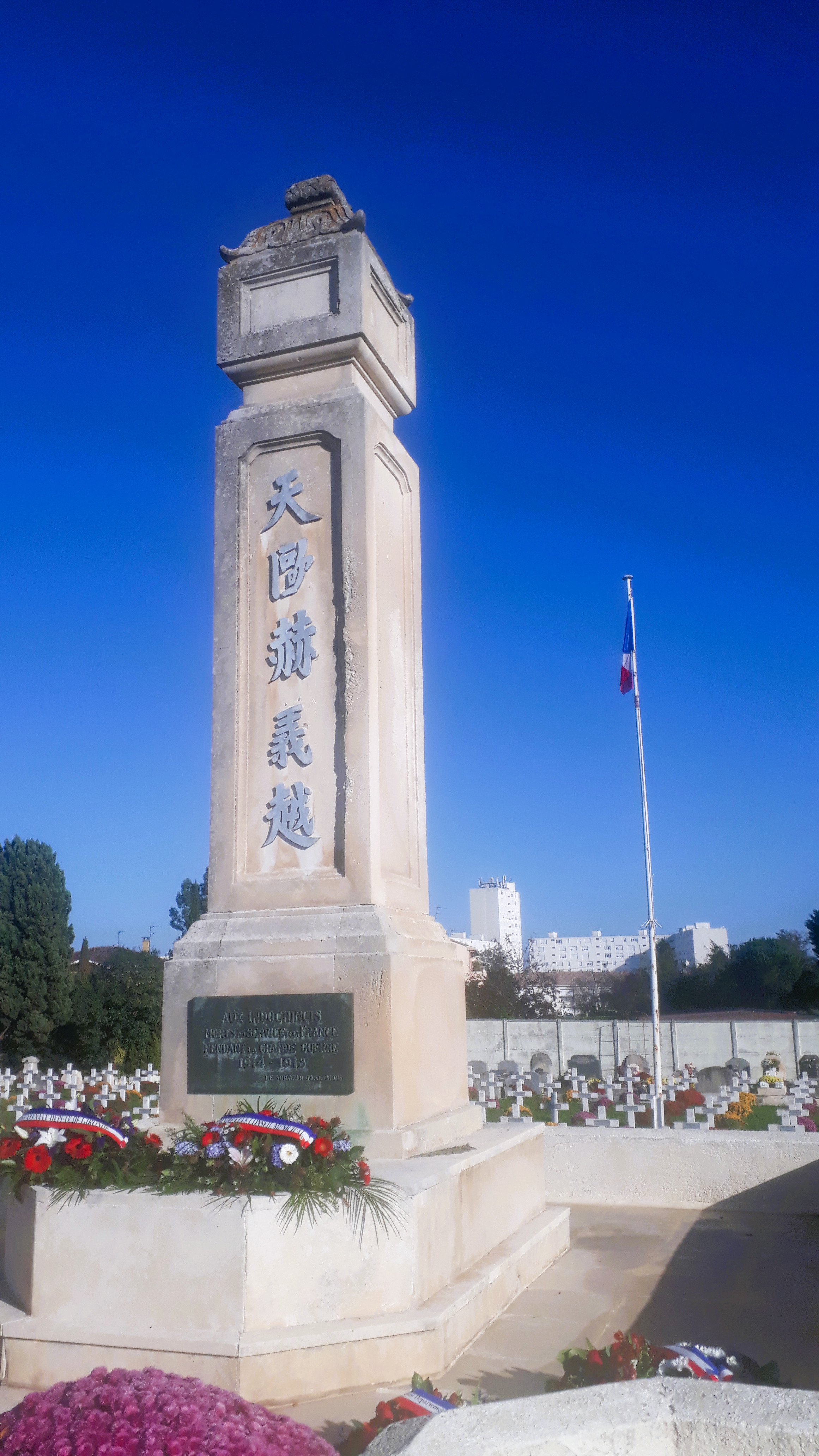
Monument aux travailleurs indochinois de la 1ère Guerre mondiale, cimetière des Pins Francs, Bordeaux.